# Heterobranchus boulengeri
Heterobranchus boulengeri är en fiskart som beskrevs av Pellegrin 1922. Heterobranchus boulengeri ingår i släktet Heterobranchus och familjen Clariidae. Inga underarter finns listade i Catalogue of Life.